# (3086) Kalbaugh
(3086) Kalbaugh es un asteroide perteneciente al cinturón interior de asteroides descubierto por Edward L. G. Bowell desde la Estación Anderson Mesa, en Flagstaff, Estados Unidos, el 4 de diciembre de 1980.

## Designación y nombre
Kalbaugh se designó inicialmente como 1980 XE.
Más tarde, en 1986, fue nombrado en honor de Carroll Kalbaugh Liller, padre del astrónomo estadounidense William Liller.

## Características orbitales
Kalbaugh orbita a una distancia media del Sol de 1,936 ua, pudiendo alejarse hasta 1,987 ua y acercarse hasta 1,884 ua. Su excentricidad es 0,02667 y la inclinación orbital 19,01 grados. Emplea 983,8 días en completar una órbita alrededor del Sol.
Kalbaugh forma parte del grupo asteroidal de Hungaria.

## Características físicas
La magnitud absoluta de Kalbaugh es 13,2 y el periodo de rotación de 5,18 horas.